# Pechina
Pechina és una localitat de la província d'Almeria, Andalusia. L'any 2006 tenia 3.473 habitants. La seva extensió superficial és de 46 km² i té una densitat de 75,5 hab/km². Les seves coordenades geogràfiques són 36°66′ N, 2° 26′ O. És a una altitud de 98 metres i a 11 kilòmetres de la capital de la província, Almeria.

## Història
Antiga Urci romana, fou la població més important de l'actual província d'Almeria. De fet Almeria (de l'àrab andalusí al-mariyya, i aquest de mara'à), significa "miranda" o "sentinella", donat que la seva funció inicial era la de protegir la ciutat de Bajjana, actual Pechina.
El cantó de Badjdjana fou poblat pels àrabs iemenites vinguts a la península assentats a la zona per Abd al-Rahman I amb la missió de vigilar la costa contra un possible atac dels normands, amb dret a gaudir del fèrtil vall de l'Andarax.

### República de Bajjana
Els mariners andalusins que el 875 havien fundat Nova Tenes a la costa d'Àfrica fugint de Cartagena i que retornaven sovint als ports de la zona, es van entendre amb els Gassan i Ru'ayn de la ciutat per formar una mena de república mercantil i Bajjana fou durant un temps la capital d'un petit estat establert el 884 amb el port a al-Mariyya. Els governadors de Bajjana eren escollits pels mateixos habitants entre les influents famílies dels Àswad i Isa.
El 888 es va enviar una declaració de vassallatge a l'emir Abd-Al·lah ibn Muhàmmad ibn Abd-ar-Rahman, que fou acceptada. El governador Umar ibn Aswad al-Gassani va construir la mesquita i les muralles, i el darrer terç del segle ix es va construir per ordre d'Abd al-Rahman III un cinturó defensiu de torres a Nasir, al-Aliya i Burxana.
El 891, Sunyer II d'Empúries va atacar amb un estol la república, però la lluita acabà amb una entesa que durà les primeres dècades del segle x.
A partir del 912, Abd-ar-Rahman III imposà a persones de la seva total confiança, i aquesta decisió va provocar el descontentament i la negativa a pagar tributs, de manera que Abd-ar-Rhaman va sotmetre la república amb la presència militar reprenent el pagament de tributs, i finalment acabant amb la independència i reincorporar-la al califat omeia el 922, desallotjant primer al senyor de Marchena Abu-l-Hàkam. El port de Bajjana es va convertir en el centre de la flota califal, i d'allà salparen probablement els fundadors de Fraxinètum.